# プッチーニ音楽祭
プッチーニ音楽祭（イタリア語: Festival Puccini）は、イタリアのヴィアレッジョ郊外にあるトッレ・デル・ラーゴで毎年7月から8月にかけて開催されるオペラ音楽祭。トッレ・デル・ラーゴはジャコモ・プッチーニが生前に居を構えていた町。

## 概要
プッチーニ死後の1930年、台本作家のジョヴァッキーノ・フォルツァーノと作曲家のピエトロ・マスカーニにより、トッレ・デル・ラーゴで『ラ・ボエーム』が上演された。翌年も『ラ・ボエーム』と『蝶々夫人』が上演されたが、その後長らく中断されたが、1949年に『西部の娘』で再開された。その後1966年にマリーナに野外劇場が建設され、毎年開催されるようになった。
ヴィアレッジョ市は2006年に25000平方メートルの土地に3200席の新しい野外劇場（プッチーニ野外大劇場）を建設し、同時にリハーサルやワークショップのための600席のスタジオシアターも建設された。現在では毎年4つのオペラが4～5公演行われ、約4万人の観客を動員する。
これまで出演した歌手にベニャミーノ・ジーリ、フランコ・コレッリ、プラシド・ドミンゴ、ホセ・カレーラス、ルチアーノ・パヴァロッティ、レナータ・スコット、カーティア・リッチャレッリ、フィオレンツァ・コッソットらがいる。またティート・ゴッビの演出家デビューは音楽祭の『トスカ』で、テノール歌手のマリオ・デル＝モナコの引退公演は音楽祭の『外套』であった。